# Giuramento militare

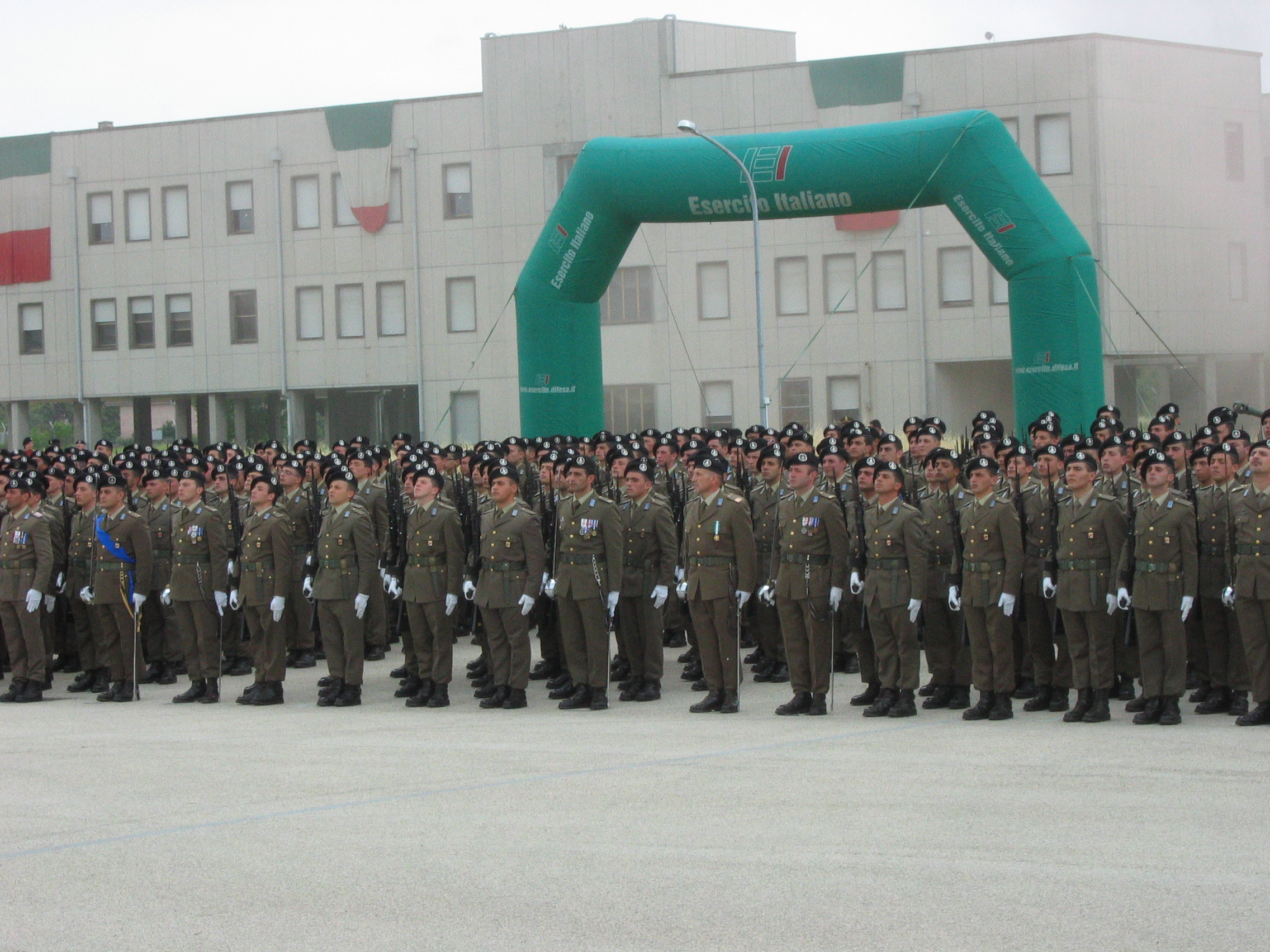
Reggimento dell'esercito italiano schierato durante la cerimonia di giuramento; gli ufficiali indossano sciarpa azzurra, sciabola e decorazioni.

Il giuramento militare è un atto solenne con il quale un militare appartenente alle forze armate promette dovere di fedeltà e rispetto alle istituzioni di uno Stato.

## Caratteristiche generali
Generalmente, esso è previsto per legge; tale atto rappresenta per gli appartenenti a tutte le forze armate il momento più importante della loro vita militare. Si pone come un giuramento di fedeltà, col quale un militare si impegna ad agire con dedizione e rispetto alle istituzioni. Viene celebrato in modo solenne dal comandante dei militari assegnatigli, avente la qualifica di comandante di corpo, con la partecipazione di rappresentanze dei quadri del reparto e, per le cerimonie di giuramento collettivo, di autorità e invitati dei giurandi.

## Nel mondo

### Città del Vaticano
Sono tenute a prestare giuramento le reclute della guardia svizzera pontificia. Il testo del giuramento è il seguente:

### Germania
Il "Reichswehreid venne adottato nel 1919 dopo la proclamazione della Repubblica di Weimar, come giuramento del "Reichswehr". Dopo la presa del potere da parte di Adolf Hitler venne cambiato in "Führereid", sino alla fine della seconda guerra mondiale.

### Italia
Durante il ventennio fascista, il giuramento al Re, secondo il regolamento di disciplina militare ai sensi del regio decreto 24 giugno 1929 era il seguente:
 Il 13 giugno 1946, in seguito ai risultati del referendum istituzionale del 2 giugno, Umberto II di Savoia dichiarò sciolti dal giuramento di fedeltà al Re tutti coloro che lo hanno prestato. Dalla nascita della Repubblica Italiana al 1978 il giuramento fu regolamentato dalla legge 23 dicembre 1946, n. 478. la formula fu fissata dall'art. 2 della legge 11 luglio 1978, n. 382; successivamente l'art. 6 del regolamento di disciplina militare emanato con D.P.R. 18 luglio 1986, n. 545 ne prescriveva una forma solenne, alla presenza della bandiera e del comandante di corpo; il regolamento elencava poi i doveri che i militari assumono con il proprio giuramento, nonché ne affermava la validità solo se al cospetto della bandiera della Repubblica (solitamente la bandiera di guerra o bandiera d'Istituto) e del comandante di corpo dei militari interessati alla cerimonia. 
Attualmente la disciplina è contenuta nel codice dell'ordinamento militare agli artt. 621 e 627, e la formula è prevista dall'art. 575 del DPR 15 marzo 2010, n. 90 (TUOM); è unica per tutti i cittadini italiani che rivestono lo status di militare, recita:
Il giuramento militare può essere di due tipologie:
- Giuramento individuale: prestato una sola volta nell'intera carriera dagli ufficiali, sottufficiali, per il personale dei ruoli ispettori/marescialli, sovrintendenti/sergenti e per la categoria dei graduati. In caso di transito in altro ruolo, il giuramento non deve essere nuovamente prestato. Il sovrintendente/sergente e i graduati che giurano estraggono dalla fondina la pistola, la consegnano al comandante, quindi recitano la formula di rito, sottoscrivono l'atto di giuramento, riprendono la pistola e la rinfoderano.

- Giuramento collettivo: prestato dagli appartenenti alla categoria dei militari di truppa; l'intero corpo o distaccamento si reca in piazza d'armi, inquadrato in plotoni distinti per compagnie. La formazione da assumere è in linea di colonne, ciascun plotone a destra di ciascuna rispettiva compagnia. Il comandante di corpo, di fronte alle truppe schierate in armi e con la bandiera a destra[4], ordina di presentare le armi, sguaina la sciabola, legge la formula, e "con voce vibrata"[5] domanda "Lo giurate voi?" Le reclute alzano la mano destra[6] e gridano ad alta voce "Lo giuro!". La banda o la fanfara, intona l'inno nazionale, quindi la truppa sfila in parata dinanzi a comandante e bandiera, abbandonando la piazza d'arme.

Riguardo alle prescrizioni previste, il "Regolamento per la Disciplina delle Uniformi", pubblicato dallo Stato Maggiore della Difesa (SMD-G-010) prevede all'allegato A, quali uniformi indossare durante la cerimonia di giuramento. Altre previsioni di carattere generale sull'organizzazione dell'evento sono contenute nel "Regolamento per il Servizio Territoriale e di Presidio" anch'esso pubblicato a cura dello Stato Maggiore della Difesa. Dopo formale sottoscrizione dell'atto, a pena di nullità, va applicata marca da bollo.